# Yakuza 0
Yakuza 0 (龍が如く０ 誓いの場所?, Ryū ga Gotoku Zero: Chikai no Basho, lett. "Come un drago 0: Il luogo del giuramento") è un videogioco d'azione/avventura della serie Yakuza, sviluppato e pubblicato da SEGA per PlayStation 3 e PlayStation 4 in territorio giapponese nel marzo 2015, a Taiwan nel maggio 2015 e successivamente localizzato in occidente per PlayStation 4 nel gennaio 2017. Il titolo è stato annunciato il 24 agosto 2014, ed è anche il primo gioco della serie Ryū ga Gotoku ad avere la lingua cinese e taiwanese.
Ad agosto 2018 il videogioco è stato pubblicato per la prima volta, perdendo lo status di esclusiva per le console PlayStation, su Microsoft Windows e il 26 febbraio 2020 su Xbox One. Come nei precedenti capitoli, la versione occidentale ha il parlato in giapponese con sottotitoli in inglese.
Durante il Nintendo Direct del 2 Aprile 2025 SEGA ha annunciato la versione integrale del videogioco, intitolato Yakuza 0 Director's Cut, in esclusiva su Nintendo Switch 2 e uscito il 5 Giugno 2025. Il titolo viene localizzato per la prima volta in lingua italiana.
Yakuza 0 è il prequel dell'intera saga: ambientato prima di tutti i capitoli, narra delle vicende di gioventù di Kazuma Kiryu e Gorō Majima, alle prese con un affare che riguarda la malavita nipponica che mette in gioco le loro vite.

## Trama
Il gioco ha inizio nel dicembre del 1988, l'ultimo mese del 63º anno dell'Era Showa. Mentre il paese sta attraversando un intenso periodo di estremo sviluppo economico, Kazuma Kiryu, un giovane ventenne legato alla yakuza, svolge dei lavori saltuari, tra cui l'esattore per un usuraio poco raccomandabile. Il giovane si trova, così, una sera, a picchiare un salary man, sottraendogli tutto il denaro per consegnarlo poi allo strozzino. Tuttavia, dopo una notte di svago con il proprio amico Akira Nishikiyama, la mattina seguente Kazuma apprende dal telegiornale che l'uomo che aveva pestato è stato trovato morto nel luogo dove l'aveva lasciato, freddato con un colpo di pistola al cranio.
Il clan Dojima (堂島組?, Dōjima-gumi), la famiglia appartenente al grande clan Tojo (東城会?, Tōjō-kai), e a cui appartiene il protagonista, convoca d'urgenza il giovane davanti ai tre uomini più influenti della famiglia: Daisaku Kuze, Keiji Shibusawa e Hiroki Awano. Accusato da questi tre di aver ucciso un civile, Kazuma si trova invischiato in un guaio ben più grande, ovvero l'aver macchiato d'infamia il suo patriarca Shintaro Kazama. Infatti, l'area dove il cadavere è stato rinvenuto è il tassello mancante per dar inizio a un drastico progetto di rinnovamento del quartiere previsto per l'avvento del XXI secolo. La yakuza si era immediatamente interessata al caso, per metterci le proprie mani e concludere un incredibile affare; con le indagini della polizia in corso, il sogno anelato dai malavitosi adesso sembra irrealizzabile, e il giovane Kazuma ne è ritenuto il responsabile. A peggiorare la situazione, Kazama si trova da poco tempo in carcere ed è molto probabile che a facilitare il suo arresto siano stati i tre mafiosi che ora accusano Kazuma, in particolare Kuze, che tenta in tutti i modi di cacciare il giovane dal clan. Kazuma si autoincolpa per salvare l'onore del suo clan e del suo patriarca, e rassegna le dimissioni davanti al boss Sohei Dojima: intuendo l'inganno, è però deciso a conoscere la verità dietro l'affare del nuovo progetto e dietro l'arresto di Shintaro Kazama.
Contemporaneamente, Majima Gorō, un ventiquattrenne gestore dello hostess club "Grand" di Osaka, si trova coinvolto in una serie di arresti per via della disubbidienza al suo capo, Futoshi Shimano: nel 1985 avrebbe infatti dovuto sterminare il clan Ueno Seiwa con suo fratello Taiga Saejima, ora in carcere. Gorō, su ordine del suo "carceriere", Tsukasa Sagawa, è costretto ad assassinare una persona che in seguito sceglie di proteggere, opponendosi ai mafiosi del Kansai, dopo aver capito che è solo una vittima coinvolta casualmente nelle loro macchinazioni.

## Modalità di gioco
Come gli altri episodi, Yakuza 0 è un action RPG ambientato nel mondo della mafia giapponese, la yakuza. Il giocatore potrà disporre di Kazuma all'interno del quartiere di Kamurochō, una revisione del quartiere a luci rosse di Tokyo di Kabukichō, e di Gorō nel quartiere di Sōtenbori, altra revisione del reale quartiere del divertimento di Osaka di Dōtonbori.
Infliggendo danni ai nemici si carica la barra del "Fervore" (ヒート?, Hiito), che permette di eseguire delle spettacolari mosse, di potenza maggiore degli attacchi normali, sugli avversari. La novità in questo gioco è l'introduzione di tre stili di battaglia, potenziabili tramite il denaro di gioco e intercambiabili in combattimento per entrambi i personaggi: uno bilanciato, uno più rapido che infligge danni minori e un terzo più lento dai colpi più pesanti. Delle mosse aggiuntive di questi stili, non ottenibili a inizio gioco, diverranno disponibili ogni volta che si termina una parte di alcune attività secondarie: completandole per intero, i protagonisti potranno infine sbloccare un quarto stile di combattimento, ispirato ai loro stili canonici di combattimento visti nella serie Yakuza.
Procedendo nella storia, si possono aprire delle attività secondarie, ciascuna con una linea narrativa parallela alla storia principale. Kazuma può diventare il capo di un'azienda immobiliare, mentre Gorō può diventare il gestore di un hostess club a Sōtenbori. Entrambi i protagonisti dovranno affrontare e sconfiggere i loro rispettivi Big Five, cinque spietati imprenditori ognuno a capo di una specifica zona, che non lesineranno colpi bassi al fine di ostacolare l'ascesa al potere dei loro avversari.
Il giocatore ha la possibilità di incappare in piccoli scontri contro criminali, teppisti di città, ubriaconi e membri di gang di bosozoku, dei clan di motociclisti violenti diffusi negli anni Ottanta nel Sol Levante. Kazuma e Gorō possono entrambi usufruire di servizi come i minimarket per acquistare cibi e bevande per ripristinare i punti vita persi e di una stanza per vedere filmati per adulti in VHS, che ricaricano la loro barra del Fervore, e indulgere in numerosissimi minigiochi: delle discoteche in cui ballare canzoni che replicano quelle della scena musicale giapponese degli anni Ottanta; delle arene clandestine, dove dimostrare le proprie abilità di combattimento contro altri contendenti; delle sale giochi SEGA in cui giocare a giochi di culto della SEGA come Fantasy Zone, Out Run, Space Harrier e Super Hang-On; pesca all'amo; dei bar provvisti di giochi come biliardo e freccette; delle gabbie di battuta e sale da bowling e da karaoke. Per Kazuma sono disponibili anche i telekura, dei locali forniti di centralino dove fissare degli appuntamenti con donne basate sull'aspetto di vere attrici porno giapponesi, delle corse con modellini di macchine da corsa Mini 4WD e la possibilità di assistere e scommettere nelle catfight, delle lotte clandestine tra donne in un'arena sotterranea.

## Sviluppo
Il gioco venne ufficialmente annunciato il 24 agosto 2014 con un trailer speciale. Dopo alcuni mesi dall'uscita in Giappone nel dicembre 2015, al PlayStation Experience 2015 di San Francisco il responsabile della Sony Computer Entertainment Gio Corsi annunciò che Yakuza 0 sarebbe stato ben presto pubblicato nel territorio americano, e forse successivamente anche in Europa come esclusiva PlayStation 4. Nel corso del giugno 2016, fu finalmente annunciato che Yakuza 0 sarebbe giunto sia in Europa che in Nord America a gennaio dell'anno seguente, confermando e ufficializzando la notizia.
Tramite un annuncio a sorpresa a giugno 2018, Sega annunciò che Yakuza 0 e Yakuza Kiwami sarebbero stati disponibili anche su PC, tramite la piattaforma Steam.

## Colonna sonora
Il tema principale del gioco è Bubble (バブル?, Baburu) della band hip hop/reggae Shonan no kaze (湘南乃風?), mentre il tema di chiusura, della medesima band, è COME AGAIN.